# Stanisław Baranik

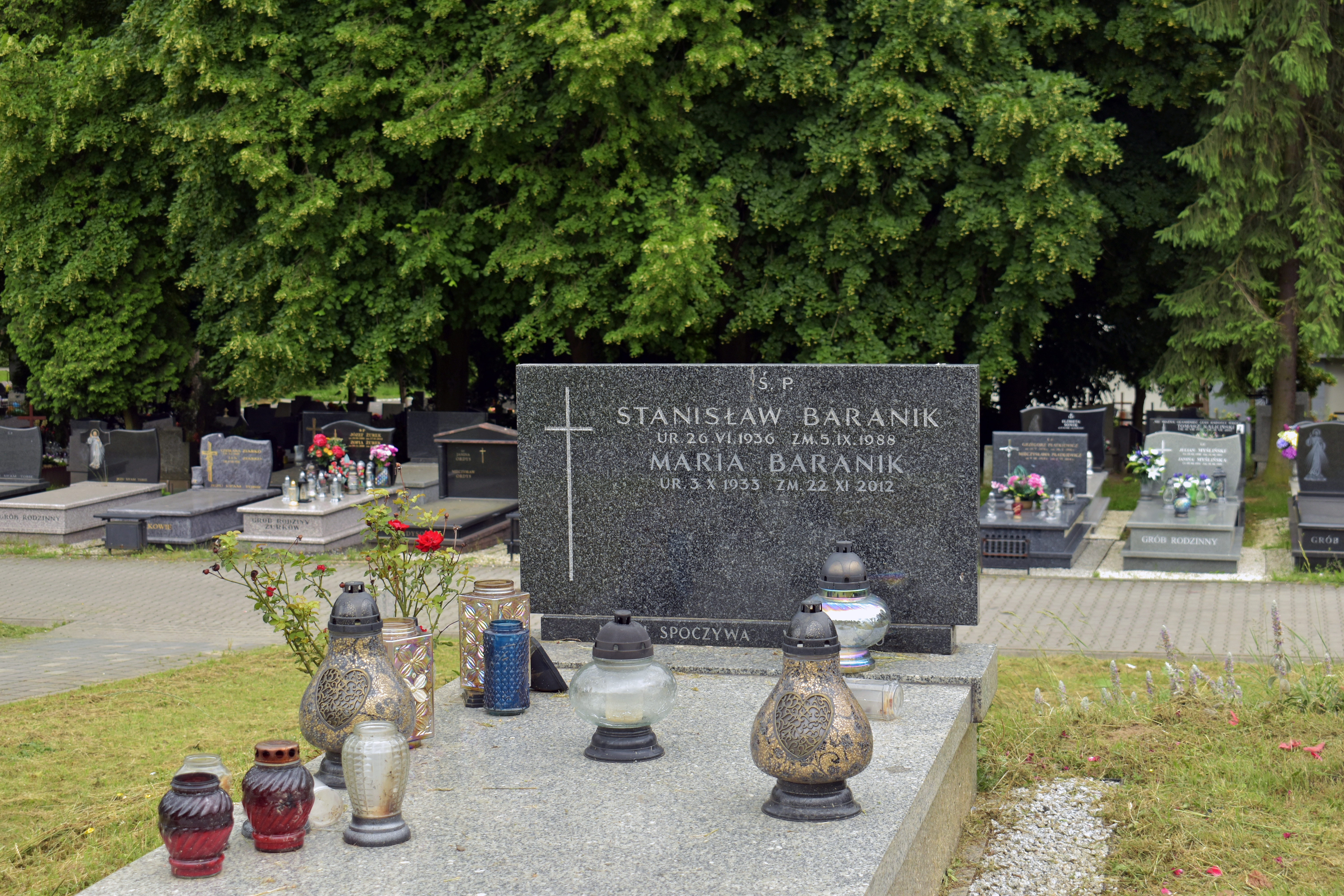
Grób Stanisława Baranika
Kraków, cmentarz Grębałowski

Stanisław Jan Baranik (ur. 26 czerwca 1936 w Krakowie, zm. 5 września 1988 tamże) – polski technik elektronik i polityk, poseł na Sejm PRL VIII i IX kadencji.

## Życiorys
Był synem Stanisława i Eugenii. W 1953 podjął pracę w Hucie im. Lenina jako elektronik, a w 1975 został mistrzem na Oddziale Prototypów.
Działał w Związku Młodzieży Polskiej i Związku Młodzieży Socjalistycznej. W 1963 wstąpił do Polskiej Zjednoczonej Partii Robotniczej. Pełnił funkcję sekretarza podstawowej organizacji partyjnej w Hucie im. Lenina. W latach 1978–1980 był radnym Rady Narodowej miasta Krakowa. W 1980 uzyskał mandat posła na Sejm PRL VIII kadencji w okręgu Kraków, zasiadał w Komisji Górnictwa, Energetyki i Chemii, Komisji Przemysłu Ciężkiego, Maszynowego i Hutnictwa, Komisji Skarg i Wniosków, Komisji Do Spraw Samorządu Pracowniczego Przedsiębiorstw, Komisji Przemysłu, Komisji Nadzwyczajnej do rozpatrzenia projektu ustawy o Trybunale Konstytucyjnym oraz w Komisji Nadzwyczajnej do rozpatrzenia projektu ustawy – Ordynacja Wyborcza do Sejmu PRL. W 1985 uzyskał reelekcję w okręgu Kraków-Nowa Huta. Zasiadał w Komisji Przemysłu oraz w Komisji Spraw Samorządowych. W 1986 został I sekretarzem Komitetu Fabrycznego PZPR w Hucie im. Lenina i członkiem egzekutywy Komitetu Krakowskiego partii.
Zmarł w trakcie pełnienia mandatu posła. Pochowany na cmentarzu Grębałowskim.

## Odznaczenia
- Krzyż Oficerski Orderu Odrodzenia Polski
- Złoty Krzyż Zasługi